# Pont del Diable (Isòvol)
|  | Per a altres significats, vegeu «Pont del Diable». |

El Pont del Diable és un antic pont d'un camí ral al riu Segre a prop d'Isòvol. La construcció és en estat ruinós però es planifica la restauració de l'entorn. És un bé patrimonial inventariat. Segons la llegenda, el diable va construir-lo en canvi de l'ànima d'una noia.